# Canta Callao (Metro de Lima y Callao)
Canta Callao es el nombre asignado a la segunda futura estación de la Línea 4 del Metro de Lima en Perú. La estación viene siendo construida de manera subterránea en el distrito de Callao.
En marzo de 2024, se informó que las obras civiles en la estación Canta Callao tenían un avance del 16 %. Para mayo de 2024, se reportó que este avance había llegado al 47%. En noviembre de 2024 se informó que la estación alcanzó un progreso del 71% en las obras civiles. En junio de 2025 se informó que la tuneladora “Micaela” alcanzó la estación Canta Callao.
Se encuentra en la intersección de la avenida Faucett próximo a la avenida Canta Callao.

## Descripción
La estación Canta Callao se inició a construir en noviembre de 2023. Forma parte del primer tramo de la línea 4 que servirá como alimentador de la línea 2. Para evitar retrasos como lo ocurrido en la construcción de la línea 2, que originalmente tenía que haber entrado en funcionamiento en el 2020, el gobierno peruano construirá Canta Callao así como el resto de la línea 3 y 4 como una obra pública e convenio con un gobierno extranjero.